# جون إتش غريفيث
جون إتش غريفيث (بالإنجليزية: John H. Griffith)‏ هو طيار اختبار أمريكي، ولد في 1905، وتوفي في 21 أكتوبر 2011.